# 艾玛·科伯恩
艾玛·科伯恩（英語：Emma Coburn，1990年10月19日—）是一名美国女子田径运动员，擅长中跑和3000米障碍赛。在2012年伦敦奥运会女子3000米障碍赛上获得第九名，在2016年里约奥运会上以9分07.63秒的成绩获得一枚铜牌，2017年世界田徑錦標賽獲金牌。

## 外部連結
- 艾玛·科伯恩在的頁面
- Emma Coburn的X（前Twitter）
- Emma Coburn的Instagram帳戶
- USATF profile for Emma Coburn （页面存档备份，存于）